# Maxey-sur-Vaise
Maxey-sur-Vaise is een gemeente in het Franse departement Meuse (regio Grand Est) en telt 328 inwoners (1999). De plaats maakt deel uit van het arrondissement Commercy.

## Geografie
De oppervlakte van Maxey-sur-Vaise bedraagt 10,9 km², de bevolkingsdichtheid is 30,1 inwoners per km².
De onderstaande kaart toont de ligging van Maxey-sur-Vaise met de belangrijkste infrastructuur en aangrenzende gemeenten.

## Demografie
Onderstaande figuur toont het verloop van het inwonertal (bron: INSEE-tellingen).